# Morpho
Pour les articles homonymes, voir Morpho (homonymie).
Genre
Morpho est un genre de lépidoptères de la famille des Nymphalidae et de la sous-famille des Morphinae.
Le nom vernaculaire morpho ou morpho bleu peut désigner plusieurs espèces de papillons bleu iridescent du genre Morpho, qui vivent dans les forêts tropicales d'Amérique centrale et d'Amérique du Sud : Brésil, Costa Rica, Équateur, Guyanes (Suriname, Guyana et Guyane française) et Venezuela. Ce papillon étonne par les couleurs métalliques de ses ailes. Le revers plus discret est doté d'ocelles, présumément destinés à effrayer les prédateurs en imitant les yeux de rapaces.  La chenille, quant à elle, dégage une odeur assez repoussante.
L'adulte peut vivre jusqu'à deux mois, et se nourrit principalement de jus de fruits mûrs. Il survole les cours d'eau où il a la place de voler librement et où il évite au maximum les prédateurs. C'est l'un des plus grands papillons existants avec 12 à 20 cm d'envergure.

## Systématique
- Le genre a été décrit par le naturaliste danois Johan Christian Fabricius en 1807[1].
- L'espèce type est Morpho achilles (Linnaeus, 1758).

### Synonymie
- Balachowskyna (Le Moult & Réal, 1962)
- Brassolis (Illiger, 1807)[2]

Attention, il existe le genre Brassolis (Fabricius, 1807)
- Cypritis (Le Moult & Réal, 1962)
- Cytheritis (Le Moult & Réal, 1962)
- Grasseia (Le Moult & Réal, 1962)
- Heliornis (Billberg, 1820)[3]
- Iphimedeia (Fruhstorfer, 1913)
- Iphixibia (Le Moult & Réal, 1962)
- Leonte (Hübner, 1819)
- Megamede (Hübner, 1819)[4]
- Pessonia (Le Moult & Réal, 1962)
- Potamis (Hübner, 1807) [5]
- Schwartzia (Blandin, 1988)
- Zeuxidion (Le Moult & Réal, 1962)

## Taxinomie
Il existe neuf sous-genres,.

### Sous-genreBalachowskyna
- Morpho aurora (Westwood, 1847)

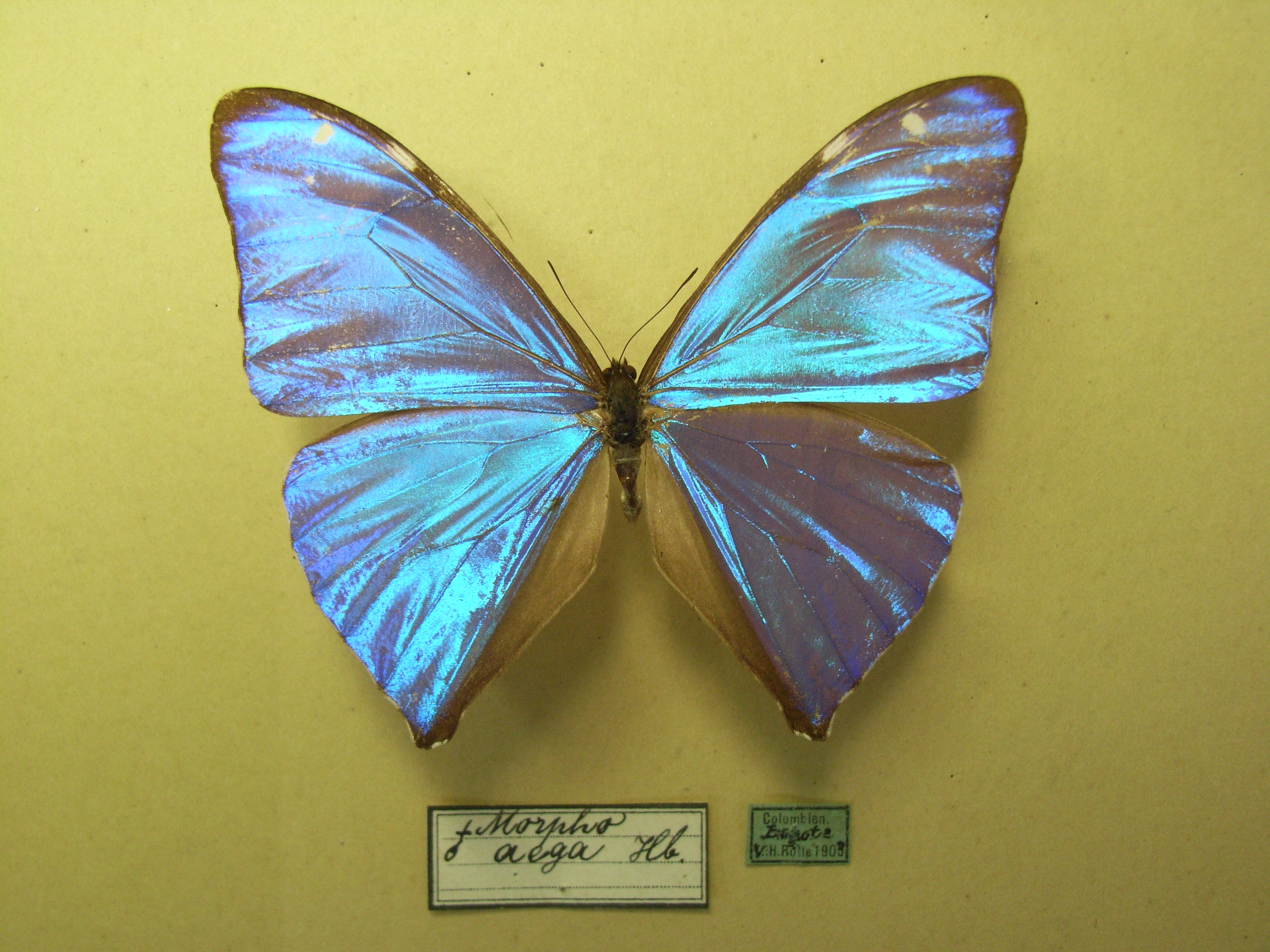
Morpho (Balachowskyna) aurora

### Sous-genreCypritis(Le Moult & Réal 1962)
- Morpho cypris (Westwood, 1851)
- Morpho rhetenor (Cramer, 1775)

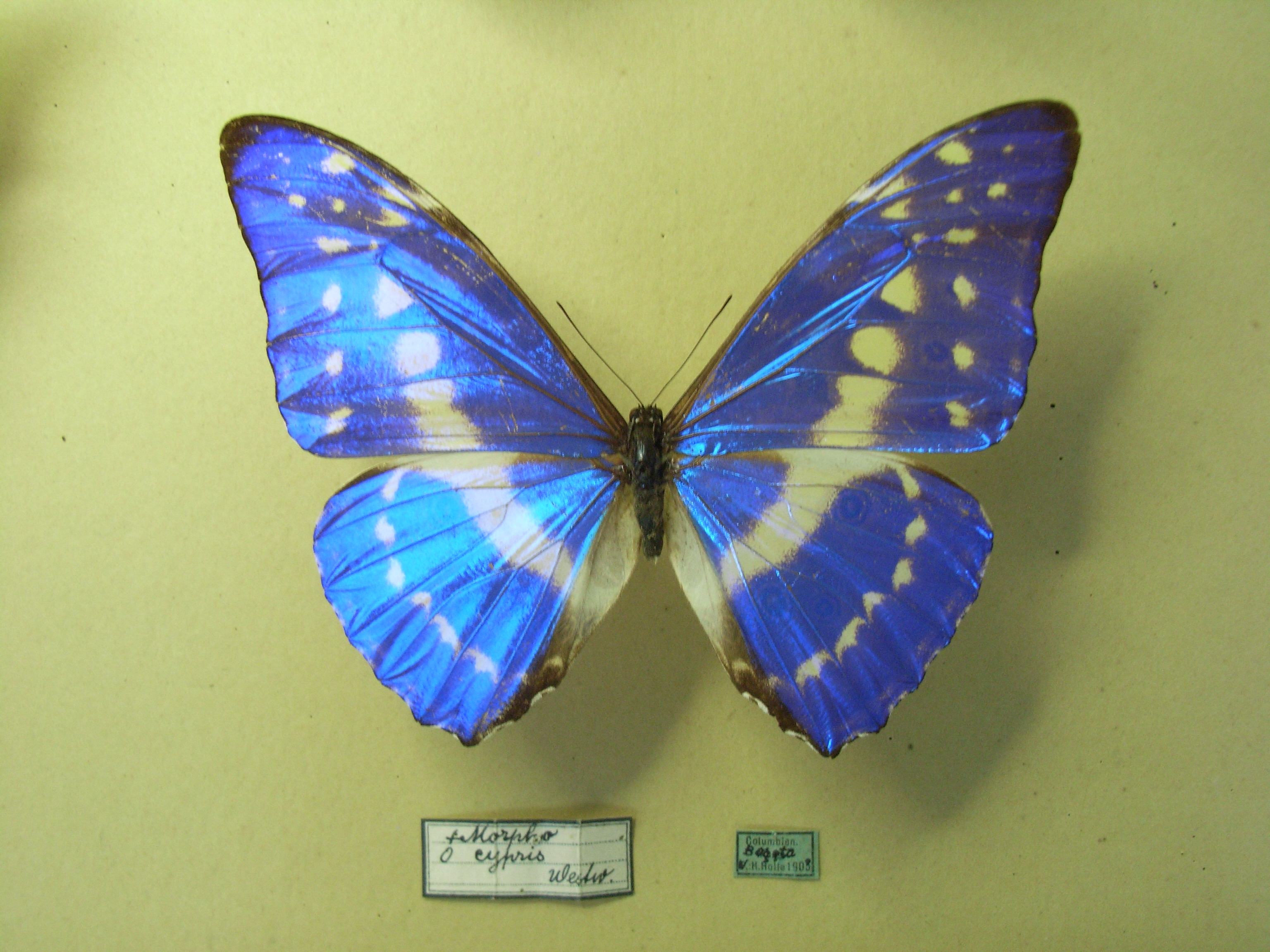
Morpho (Cypritis) cypris
Morpho (Cypritis) rhetenor

### Sous-genreCytheritis(Le Moult & Réal 1962)
- Morpho aega (Hübner, 1822)
- Morpho eugenia Deyrolle, 1860
- Morpho marcus (Schaller, 1785)
- Morpho lympharis Butler, 1873
- Morpho portis (Hübner, [1821])
- Morpho rhodopteron Godman & Salvin 1880
- Morpho sulkowskyi Kollar, 1850
- Morpho uraneis Bates, 1865
- Morpho zephyritis Butler, 1873

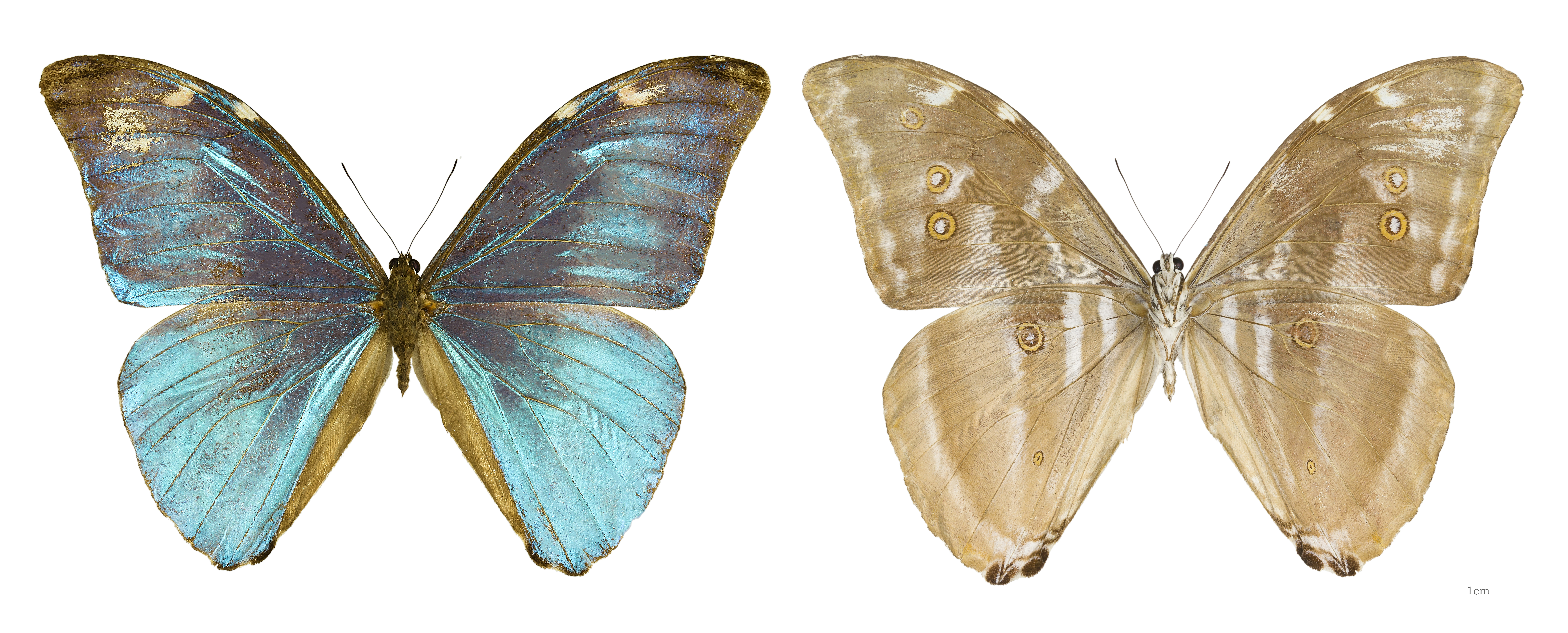
Morpho (Cytheritis)eugenia - MHNT
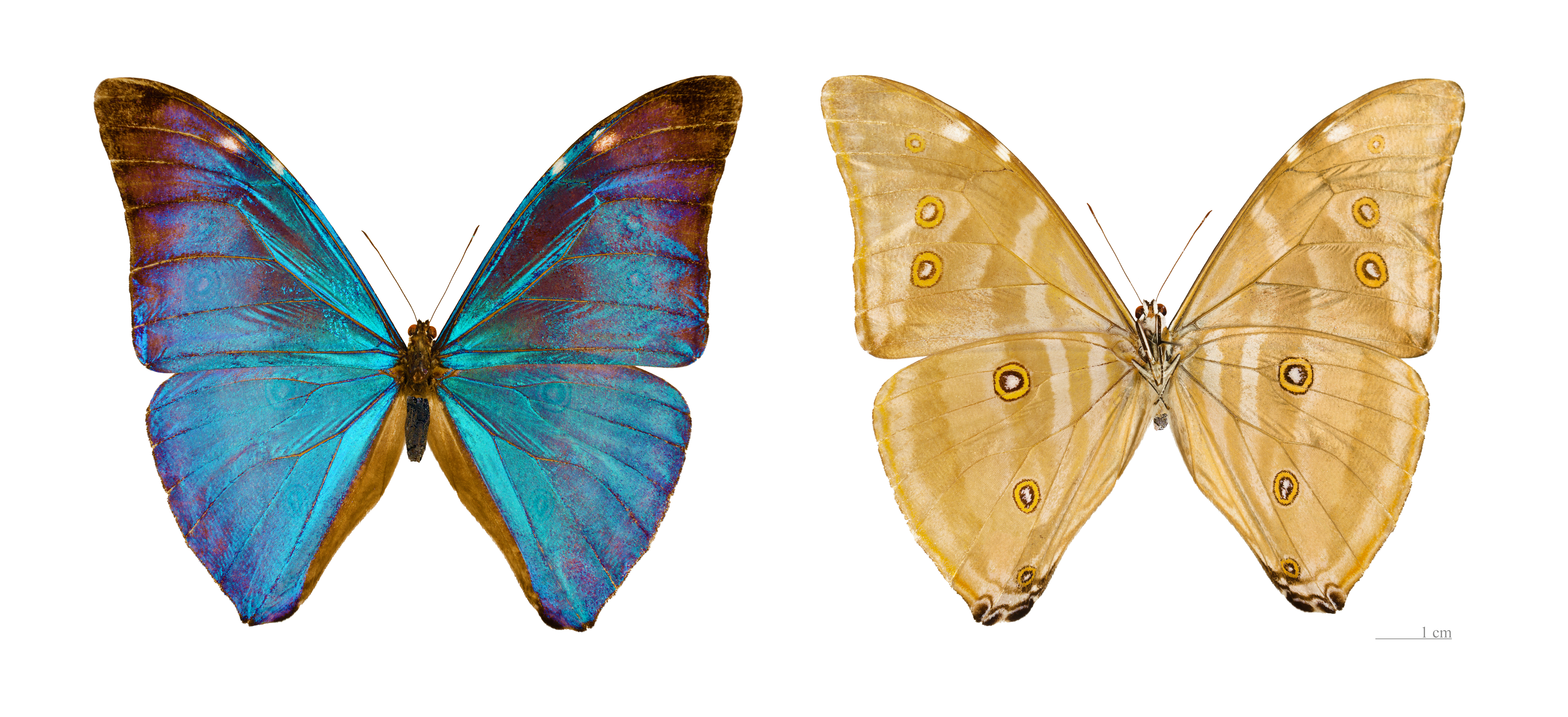
Morpho (Cytheritis) marcus - MHNT
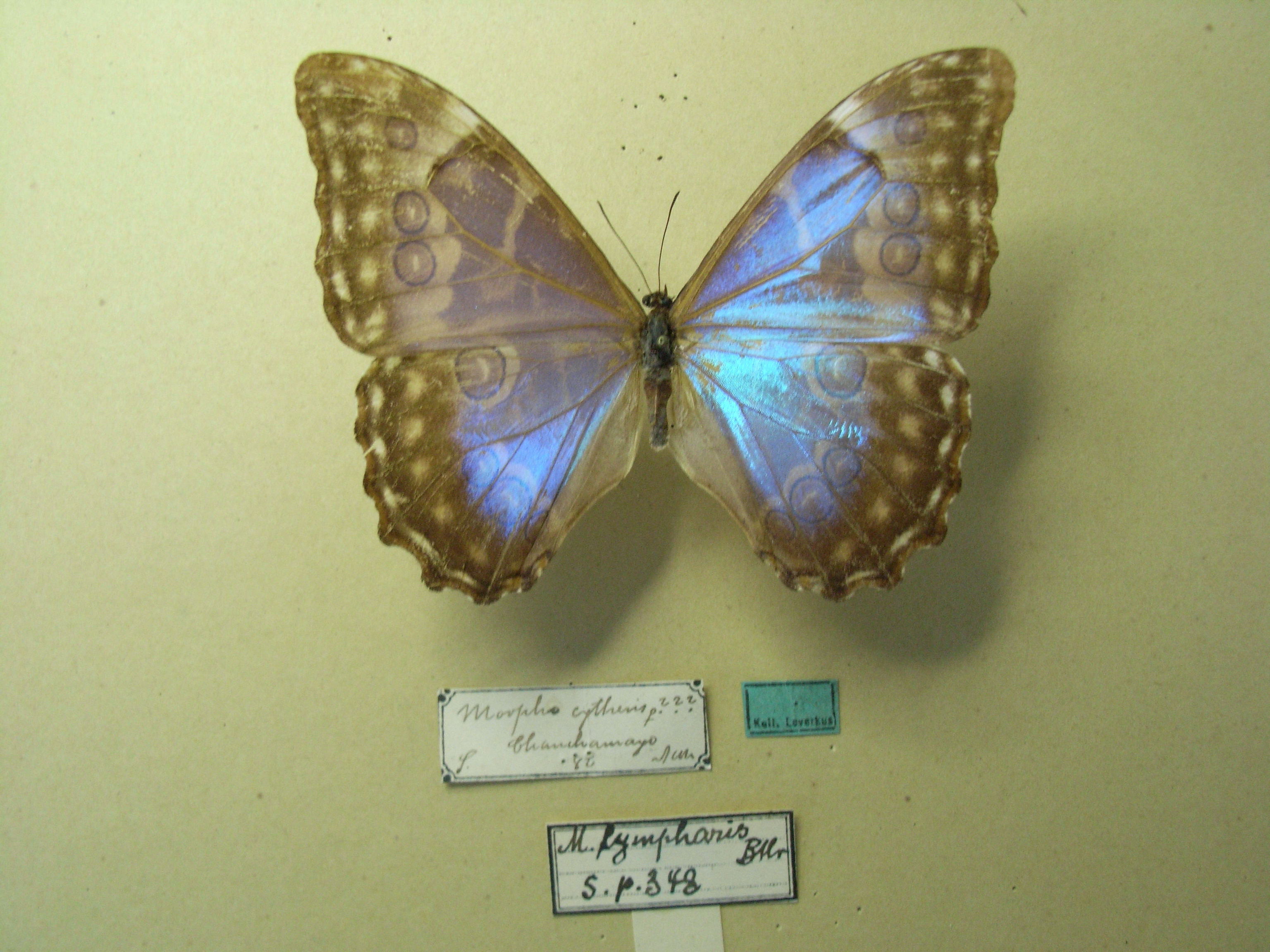
Morpho (Cytheritis) lympharis
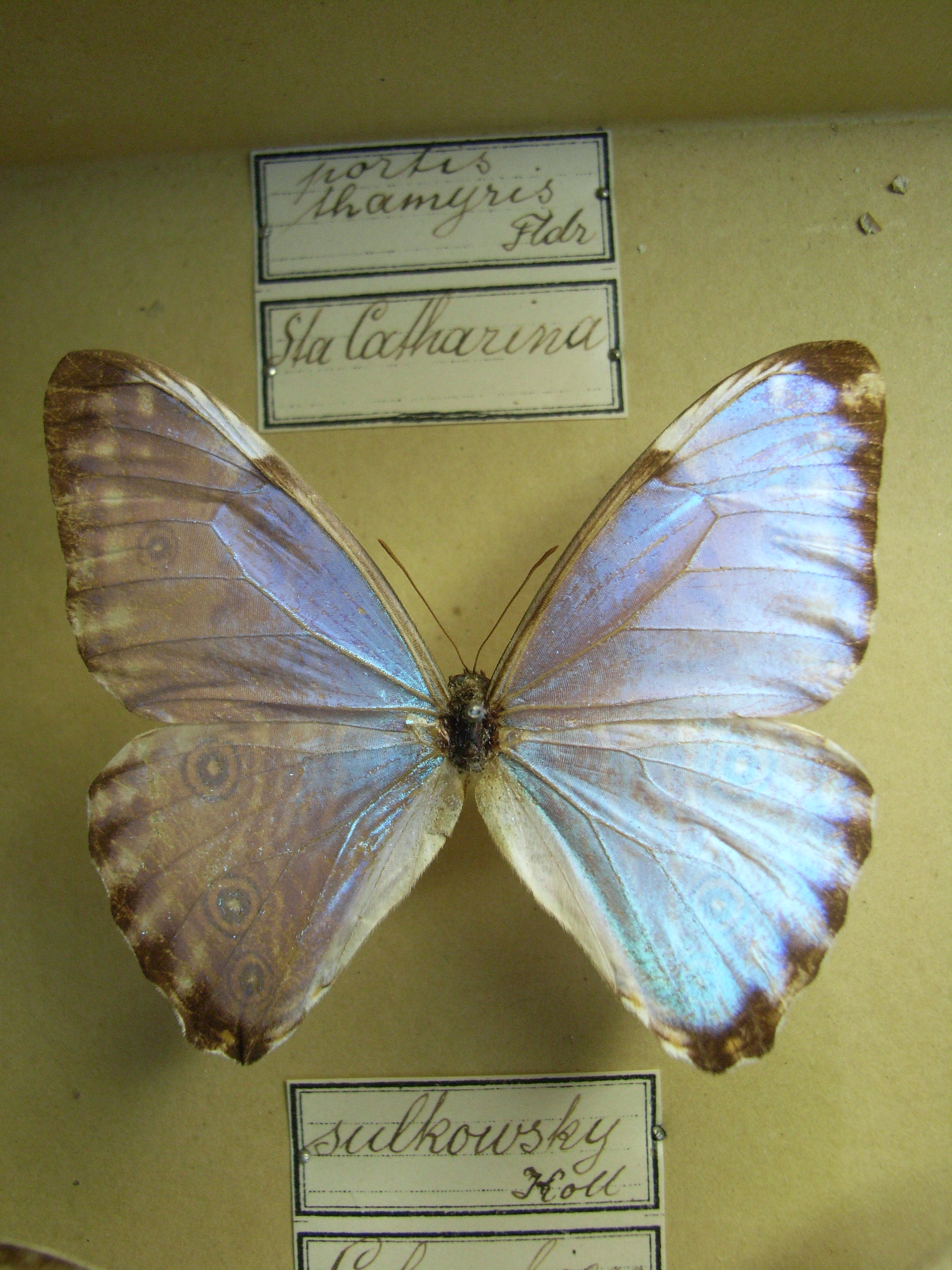
Morpho (Cytheritis) portis
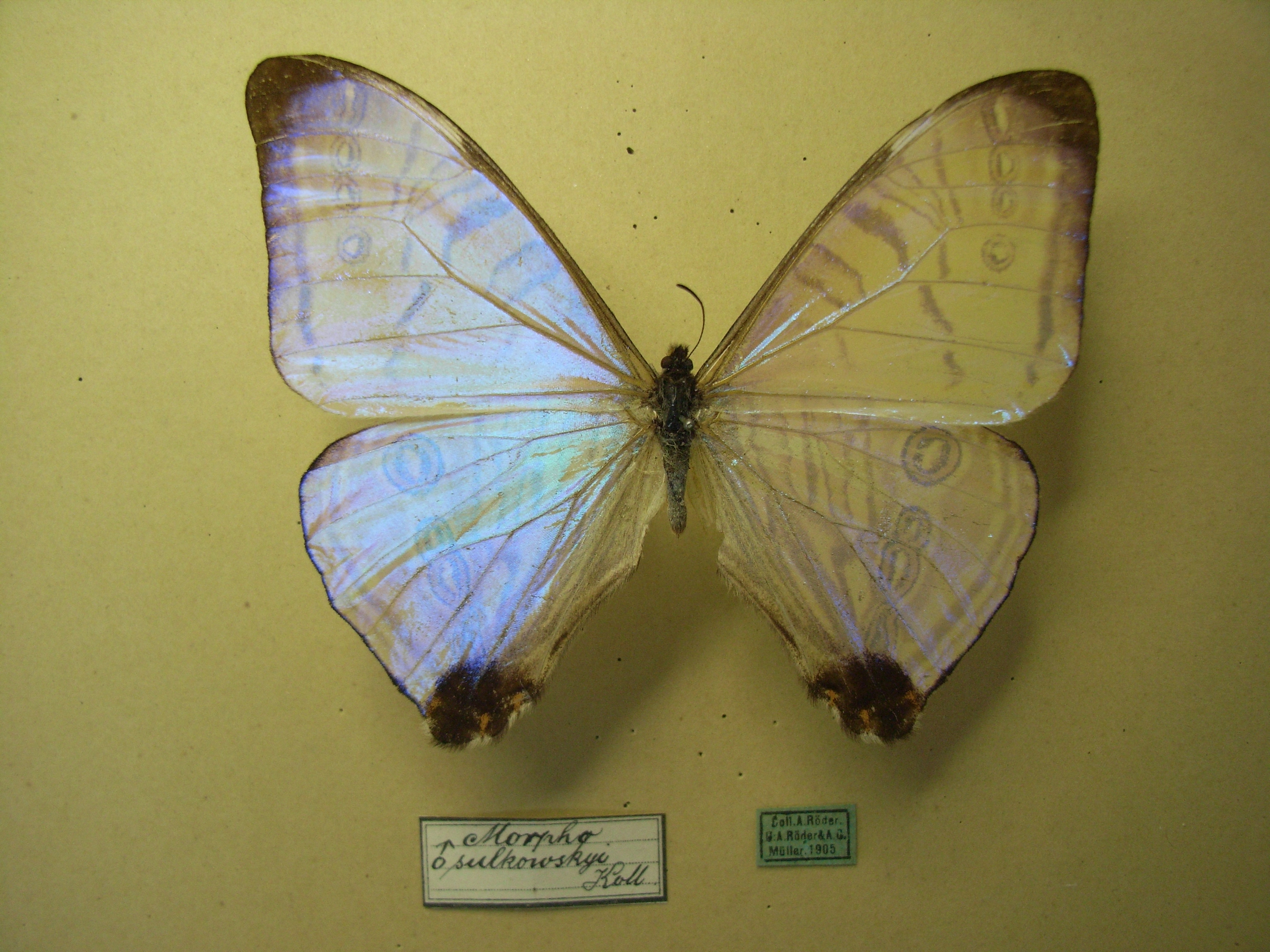
Morpho (Cytheritis) sulkowskyi
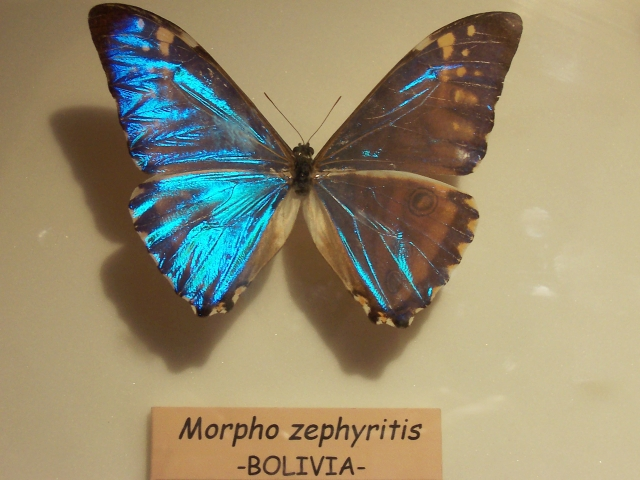
Morpho (Cytheritis) zephyritis

### Sous-genreCrasseia(Le Moult & Réal 1962)
- Morpho menelaus (Linnaeus, 1758)

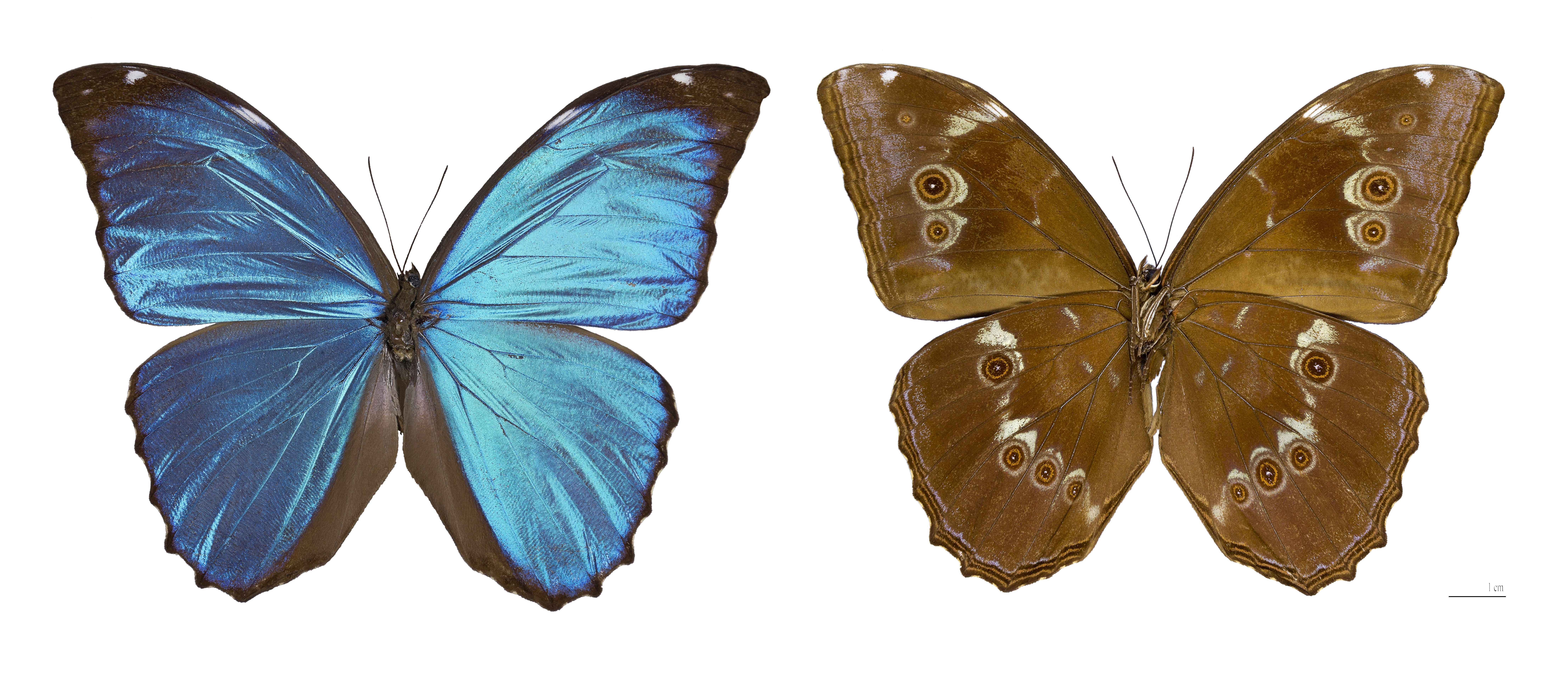
Morpho (Crasseia) menelaus MHNT

### Sous-genreIphimedeia
- Morpho amphitrion (Staudinger, 1887)
- Morpho cisseis (C. & R. Felder, 1860)
- Morpho hercules (Dalman, 1823)
- Morpho hecuba (Linnaeus, 1771)
- Morpho niepelti Röber, 1927
- Morpho richardus Fruhstorfer, 1898
- Morpho telemachus (Linnaeus, 1758)
- Morpho theseus Deyrolle, 1860

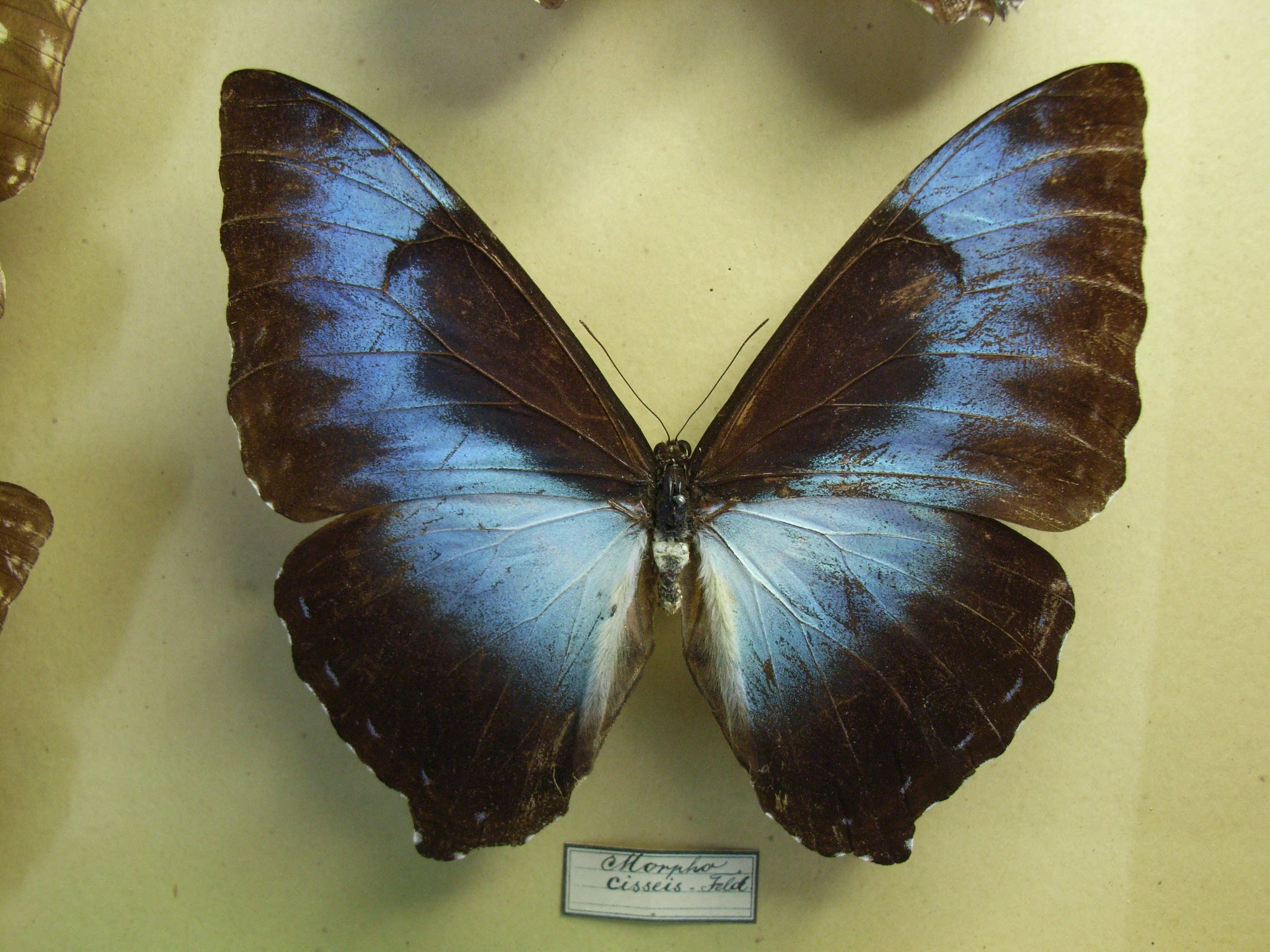
Morpho (Iphimedeia) cisseis
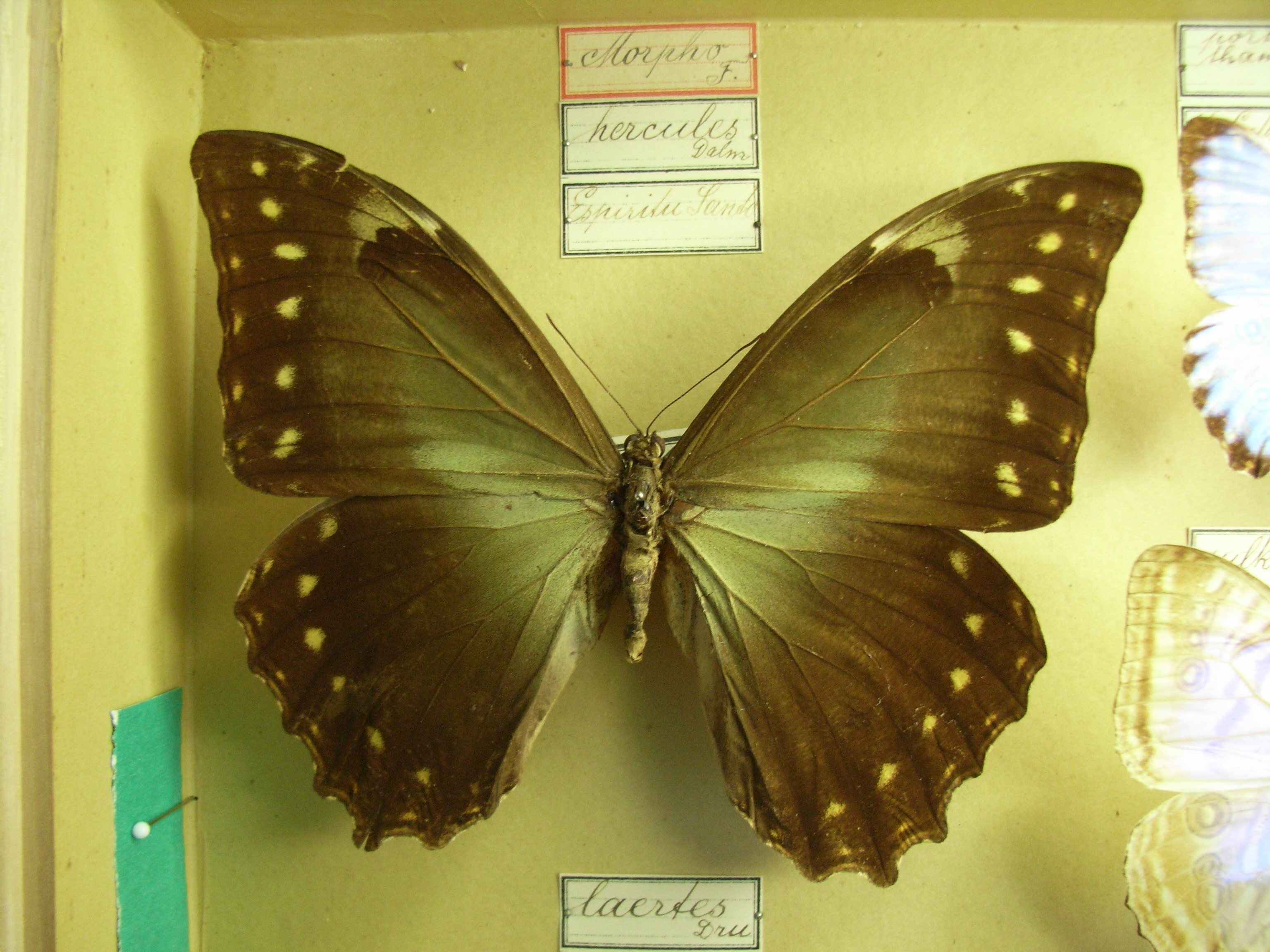
Morpho (Iphimedeia) hercules
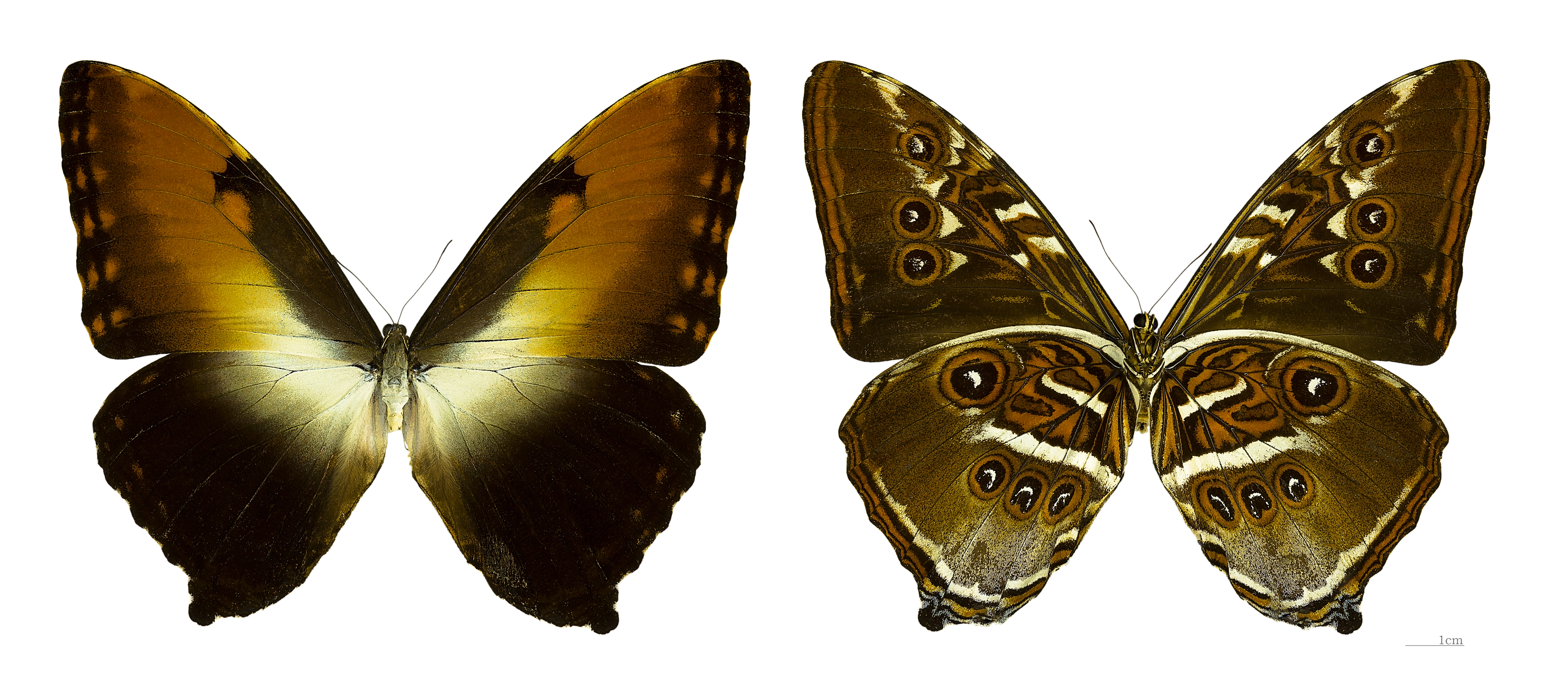
Morpho (Iphimedeia) hecuba hecuba - MHNT
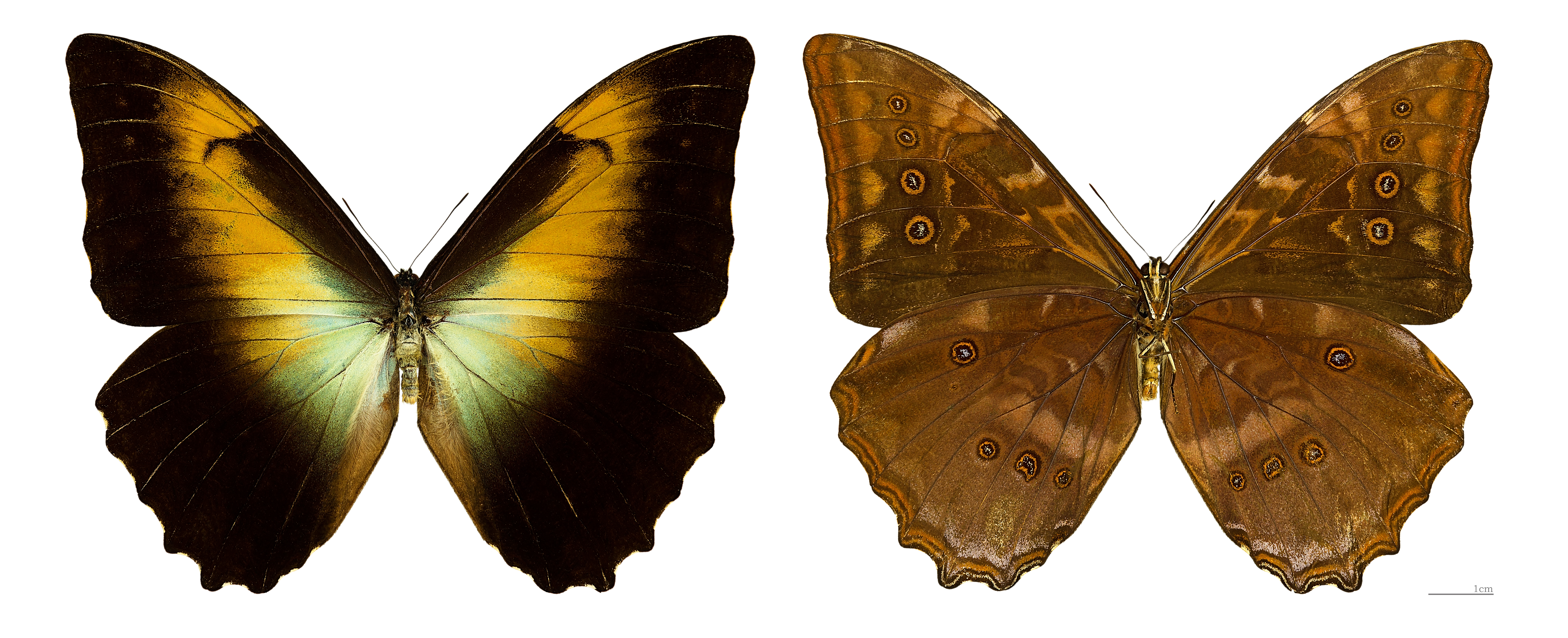
Morpho (Iphimedeia) telemachus - MHNT

### Sous-genreIphixibia(Le Moult & Réal 1962)
- Morpho anaxibia (Esper, 1777)

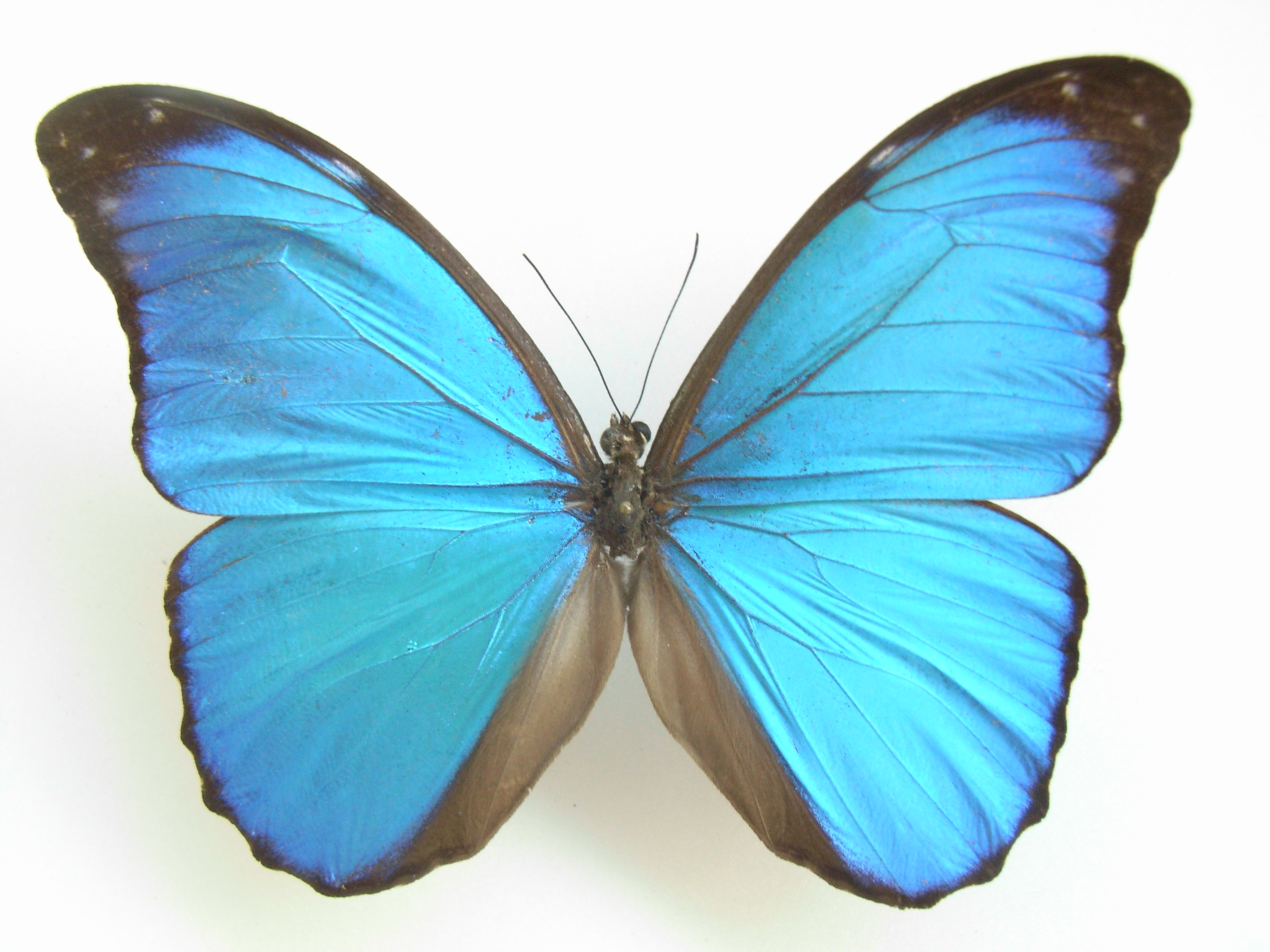
Morpho (Iphixibia) anaxibia

### Sous-genreMorpho(Fabricius, 1807)
- Morpho achilles (Linnaeus, 1758)
- Morpho deidamia (Hübner, 1816)
- Morpho helenor (Cramer, 1776)

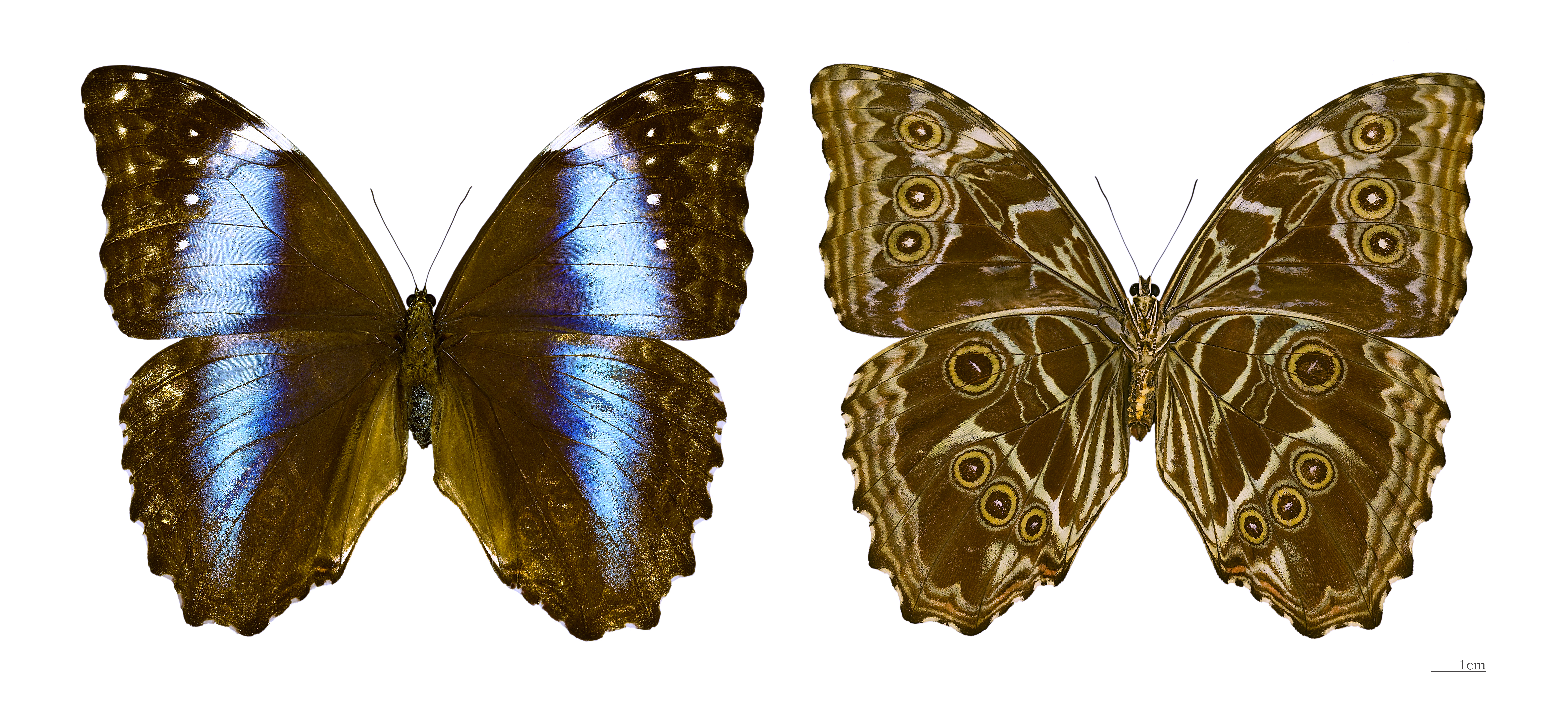
Morpho (Morpho) deidamia deidamia  - MHNT
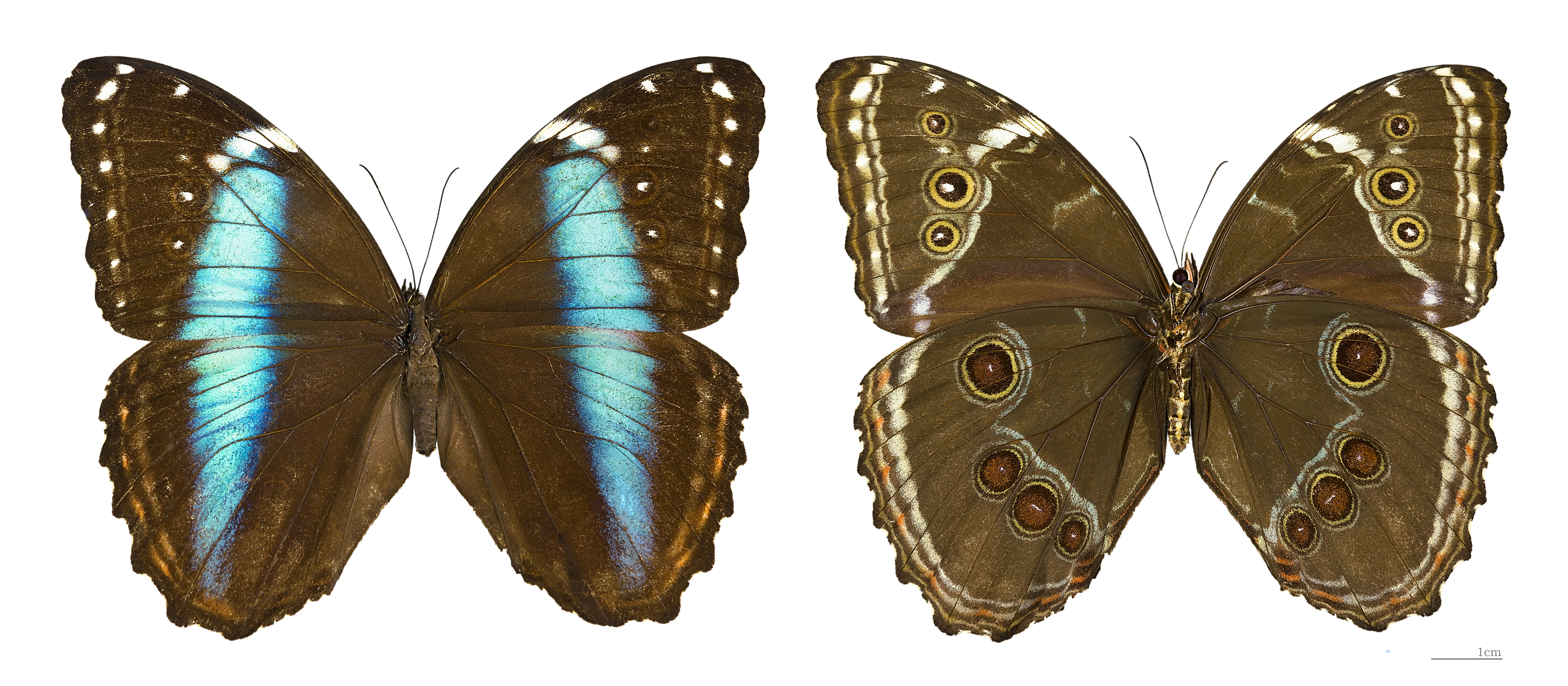
Morpho (Morpho) helenor helenor - MHNT

### Sous-genrePessonia(Le Moult & Réal 1962)
- Morpho epistrophus (Fabricius, 1769)
- Morpho polyphemus (Dixey)

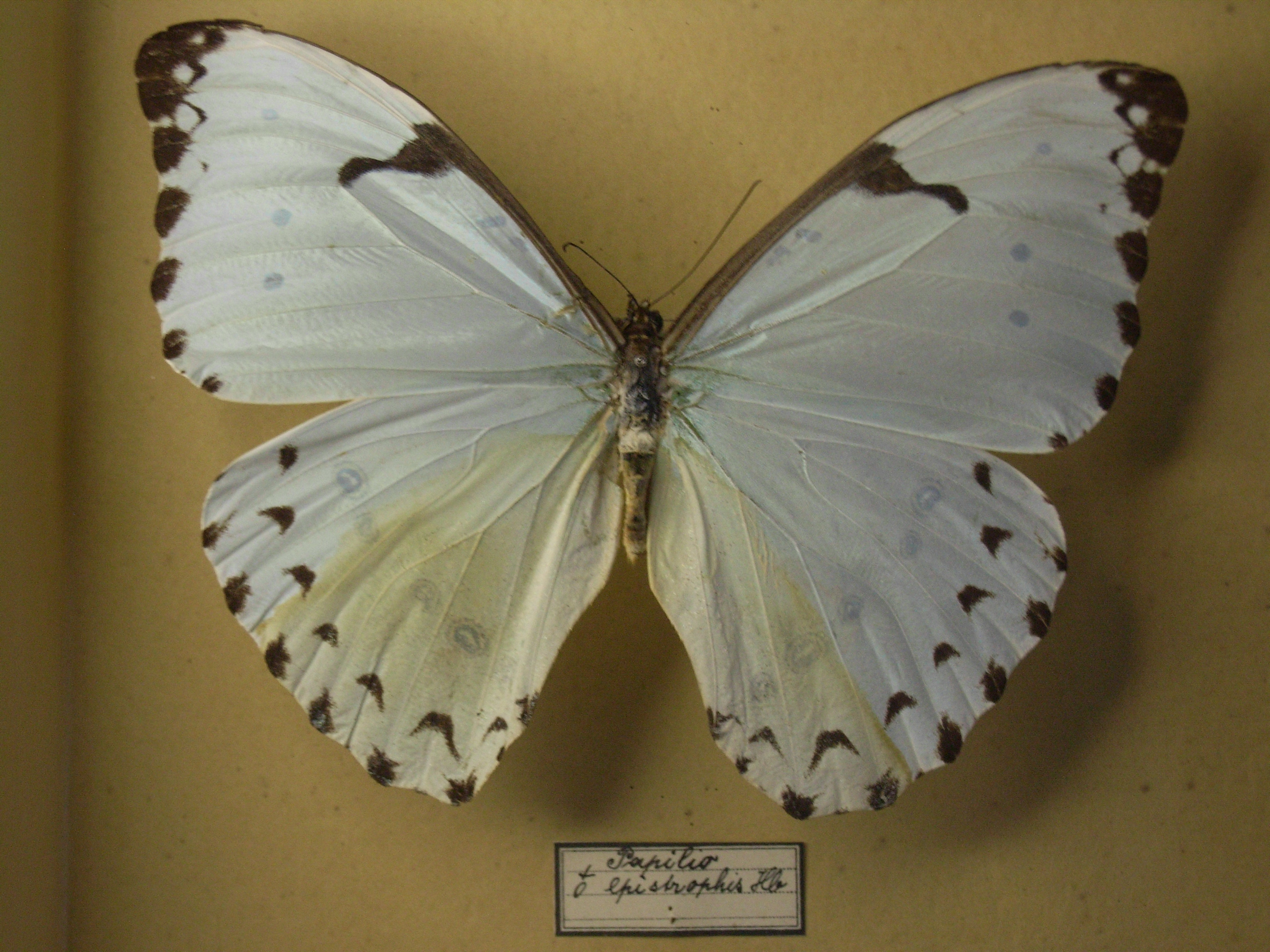
Morpho (Pessonia) epistrophus

### Identification à confirmer
- Morpho absoloni May 1924
- Morpho athena Otero, 1966
- Morpho peleides Kollar, 1850[8]